# Relaxină

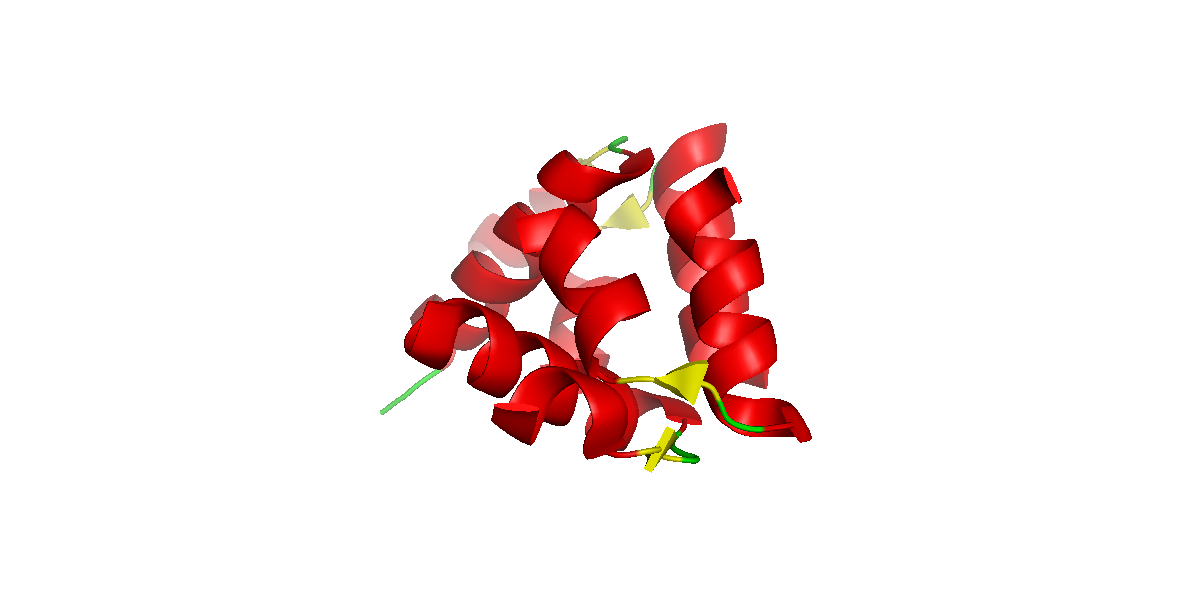
Structura relaxinei

Relaxina este un hormon peptidic secretat de ovare (corpul galben al ovarului), țesutul mamar, placentă sau corion în săptămânile care precedă nașterea. La bărbați este produs de prostată și este prezentă în spermă. 
Relaxina determină relaxarea uterului, a ligamentelor pelvine și a simfizei pubiene, ceea ce va facilita livrarea nașterea copilului. De asemenea, este prezentă în spermă, crescându-le motilitatea spermatozoizilor. Relaxina mai are și un efect vasodilatator, fiind testată eficiența sa ca medicament pentru insuficiența cardiacă.